# Adolf Henze

Adolf Henze im Jahre 1860

Buch Das Geld aller Völker von Adolf Henze, 1873

Todesanzeige für Adolf Henze im Illustrirten Anzeiger Nr. 2 von 1884

Adolf Henze (* 24. Juni 1814 in Volkmarsen; † 28. Dezember 1883 in Leipzig) war ein deutscher Verleger, Autor, Graphologe und Numismatiker aus Leipzig. Er benutzte auch das Pseudonym Arthur von Nordeck. Bekannt wurde Henze besonders durch die Gründung der Chirogrammatomantie (Schriftkunde) und die Herausgabe der Zeitschrift Illustrirter Anzeiger über gefälschtes Papiergeld und unächte Münzen, nach Umbenennung dann Illustrirter Anzeiger für Contor und Bureau (1868 bis ca. 1920). In den Zeitschriften warnte Henze in Wort und Bild vor aktuellen Geld- und Banknotenfälschungen, die man in dieser Zeit amtlich angehalten hatte. Er war gerichtlich vereidigter Handschriftenvergleicher im Kaisertum Österreich, der Schweiz und den Bundesstaaten im Deutschen Kaiserreich.

## Leben und Werk
Adolf Henze wurde als sechstes Kind seiner Eltern im nordhessischen Volkmarsen geboren. Er selbst war schon vor seiner Schulzeit sehr wissbegierig und zeichnete sich auch später durch einen regen Lerneifer aus. Kurz nach seiner Schuleinführung wechselte er auf das Progymnasium nach Warburg und später auf das Lyzeum nach Fulda. Dabei fiel er immer wieder durch seine überdurchschnittlichen Leistungen auf, die oft prämiert wurden. Nach dem Willen seines Vaters sollte Henze katholischer Geistlicher werden. Daher wurde er nach seiner Schulpflicht auf das Priesterseminar Fulda aufgenommen, um dort Theologie zu studieren. Im Seminar, in den alten Schriften der Bibliothek, interessierte sich Henze besonders für die historischen Drucke und deren Herstellung. Er baute sich hier, wie er später selbst berichtete, einen Grundstock zu seinen vielen graphologischen Studien auf.
Kurz vor seiner Priesterweihe verließ er 1836 freiwillig das Priesterseminar. Vorerst begann er eine Lehrtätigkeit in einer Schriftgießerei in Darmstadt, die auch durch ihre Holzschneidekunst bekannt war. Er erlernte den Umgang mit Matrizen, Stempeln, Gießöfen und den gerade erfundenen Klischeemaschinen. Um seine Kenntnisse auf dem Gebiet des Buchdrucks zu erweitern, zog es Henze bald weiter nach Stuttgart. Hier widmete er sich dem Studium der Xylographie, doch sein vorläufiges Ziel galt der Stadt Frankfurt am Main. Nach einem halben Jahr als Schriftgießer verließ er Frankfurt wieder, um durch Deutschland, Österreich und die Schweiz zu reisen. In Frankfurt zurück heiratete Henze und gründete unter seiner Leitung ein „Institut für junge Typographen und Buchdrucker-Principalssöhne“. Eigene Veröffentlichungen folgten, die sich mit den verschiedenen Verfahren der Buchdruckkunst befassen. Mit großem Erfolg erschien 1844 sein Handbuch der Schriftgießerei und der verwandten Nebenzweige. Rasch gewann Henze allgemeine Beachtung in der Fachwelt. Im Winter 1844/1845 zog er mit seiner Familie nach Leipzig. Dort wollte er sein Lebenswerk, die „Chirogrammatomantie“, zur Entfaltung bringen und sich als Buchhändler niederlassen.
Ein Buch über Die geheime Schrift – Eine Anweisung wie Liebende und Befreundete Briefe und Billets, welche dritte Personen nicht Lesen sollen, zu schreiben haben, erschien 1847 unter dem Pseudonym „Arthur von Nordeck“ beim Verlag Poenicke & Sohn. Es begeisterte viele Leser. Henze widmete sich in Leipzig zunächst dem Buchhandel. Mit zusätzlichen geographischen Tätigkeiten für Landkarten konnte er bald einen bescheidenen Wohlstand erwerben. Ein weiteres Buch über seine Theorie, die Schnellschrift (Stenographie) mit eigenem Alphabet, folgte ebenfalls 1847 und sollte besonders für Geschäftsleute von Nutzen sein. Es konnte sich allerdings nicht durchsetzen. Ab 1845 gab es bereits von Henze das Journal für Kupfer- und Stahlstechkunst, das die verschiedenen Methoden vorstellte. Mit der Leipziger Verlegerfamilie Poenicke wurde am 15. Mai 1847 ein Vertrag für die Übernahme einer Stein- und Notendruckerei abgeschlossen. Später erschien das in kirchlichen Kreisen bekannte Werk Magnentii Rhabani Mauri de Laudibus sanctae crucis, das unter der Edition von Henze nur in wenigen Prachtexemplaren gedruckt wurde und zum Beispiel in der Staatsbibliothek von München und der Universitäts-Bibliothek in Göttingen aufbewahrt wird. Einer dieser Prachtbände mit reicher Goldprägung war damals Papst Pius IX. gewidmet und wurde in den Vatikan geliefert.
Im Jahre 1854 gab Henze sein Werk über Die Feste der katholischen Kirche mit kolorierten Lithographien heraus. Ein Illustriertes Sonntagsblatt für die Katholische Familie brachte nicht den erhofften Erfolg und wurde 1855 eingestellt. Er begann seine Tätigkeit als Handschriften-Beurteiler und ging über Anzeigen in den Zeitungen an die Öffentlichkeit. Gegen Honorar beurteilte er nun die Handschriften der interessierten Bevölkerung. Am 1. Januar 1856 gründete Henze seinen eigenen Verlag und begann mit einer breit gefächerten Angebotspalette. Das größte Werk von Henze Die Chirogrammatomantie, erschien im Jahre 1862 in Leipzig beim Verlag J. J. Weber. In diesem Buch schrieb er seine Erforschungen der Schrift sowie die Grundelemente einer gewissenhaften Schriftbeurteilung und Schriftdeutung nieder, welche noch im 21. Jahrhundert die Wissenschaft beschäftigen. Weitere Publikationen wie Die Handschriften der deutschen Dichter und Dichterinnen oder Das Handschriften-Lesebuch enthielten eine Sammlung von Handschriften und deren von Henze erklärten graphologischen Eigenschaften.
Neben Tischkalendern und Schönschreibeheften für Schulen erschien im Henze-Verlag 1863 die von Karl Koch verfasste Deutsche Schulfibel und ab 1868 der Illustrirte Anzeiger über gefälschtes Papiergeld und unächte Münzen. Im gleichen Jahre wurde dem Verlag eine Steindruckerei angegliedert. Henze entwickelte, da es in Deutschland in dieser Zeit noch unterschiedliche Schriftformen gab, die einheitliche „Preis-National-Handschrift“, welche viele Jahre im Gebrauch der Schulen war und 1894 als „Henzes Neues Normal-Alphabet“ bezeichnet wurde. Auch im Ausland, wie Amerika, der Schweiz, Russland und England, wurde teilweise diese neue Schriftmethode in den deutschsprachigen Schulen eingeführt. Der Verlag erlebte einen starken Aufschwung, bereits 1869 gewährleistete der Verlag den 36 Kindern der Verlagsangestellten den Schulbesuch, indem er die Schulkosten übernahm. Die Verdienste, die sich Henze erwarb, wurden von der sächsischen Regierung 1870 durch die Verleihung des Ehrentitels „Commissionsrath“ per Dekret des sächsischen Königs gewürdigt.
Seine große Liebe zur Numismatik bewies Henze mit der Herausgabe der Bücher Das Geld aller Völker und Das Buch der Goldmünzen. Beide Bücher zeigen die vorgestellten Münzen auf schwarzem Grund in Gold, Silber sowie Kupfer reliefartig gedruckt. Die abgebildeten Banknoten wurden dabei grundsätzlich spiegelverkehrt gedruckt, um eventuellen Fälschungsabsichten vorzubeugen. Weitere Münzen aus der gesamten Welt erschienen auch regelmäßig im Illustrirten Anzeiger über gefälschtes Papiergeld und unächte Münzen. Sämtliche Informationen kamen im Anzeiger aus amtlichen Quellen und waren meist mit Auszügen der Gesetzblätter belegt. Es wurde auch über die Neuigkeiten in Bank-, Zoll-, Post- und anderen Tarifen informiert. Die Palette der Verlagsprodukte wurde immer weiter ausgeweitet. Es gab Taschennotizbücher sowie spezielle Schreibtisch-Notizkalender. Völlig neu waren Bürolandkarten aus mehreren Segmenten, die man sammelte und dann zu einer riesigen Karte zusammenfügte, oder der 106 cm große Henze-Globus, der ebenfalls aus mehreren Papiersegmenten bestand und beleuchtet werden konnte. Henze band seine Söhne immer fest in die Verlagsaufgaben mit ein und ermöglicht ihnen so die Ausbildung zum Redakteur, Drucker, Zeichner, Lithograph, Sachverständiger zur Schriftvergleichung und Buchhalter. Somit war der Verlag bestens gerüstet, wenn Henze selbst als Sachverständiger zu den Gerichten gerufen wurde. Nachdem er seine Erkenntnisse im Buch Die Chirogrammatomantie mit großem Erfolg der Öffentlichkeit zugänglich gemacht hatte, wurde das Justizwesen auf diese völlig neue Methode aufmerksam. Gerade bei Urkundenfälschung war eine fachkundige Schriftvergleichung nötig. Bereits 1861 begann seine Amtstätigkeit bei zu verhandelnden Banknoten- und Wechselfälschereien im Königreich Sachsen.
Am 2. März 1860 wurde Henze beim Königlichem Gerichtsamt Leipzig als Schriftenvergleicher vereidigt. Weitere deutsche Staaten folgten dem Beispiel und verpflichteten ihm ebenfalls. Die vielen niedergeschriebenen Fälschungsgeschichten und dargestellten Beispiele berichteten auch noch nach seinem Tode von seiner umfangreichen gerichtlichen Gutachtertätigkeit. Adolf Henze verstarb plötzlich nach kurzer Krankheit im Kreise seiner Familie am 28. Dezember 1883 in Leipzig.

## Publikationen
- Handbuch der Schriftgießerei und der verwandten Nebenzweige ... Weimar 1844 als Herausgeber Digitalisat
- Journal für Kupfer– und Stahlstechkunst, ab Nummer 1 von 1845 bis Nummer 3 von 1849; als Herausgeber.
- Eine Anweisung wie Liebende und Befreundete Briefe und Billets, welche dritte Personen nicht lesen sollen, zu schreiben haben. Leipzig 1847.
- Die Schnellschrift (Stenographie). Eine Anweisung durch gewählte Abbreviaturen beim Schreiben fast die Hälfte der Zeit zu sparen. Leipzig 1847.
- Magnentii Rhabani Mauri de Laudibus sanctae crucis. Leipzig 1847.
- Die Feste der katholischen Kirche. Nach dem Französischen des Abbe Casimir. Leipzig 1854; als Bearbeiter.
- Das Handschriften–Lesebuch. Leipzig 1854.
- Illustriertes Sonntagsblatt für die Katholische Familie, 1855; als Herausgeber.
- Handschriften der Deutschen Dichter und Dichterinnen. Leipzig 1855.
- Die Chirogrammatomantie. Leipzig 1862.
- Gewählte Sammlung von 193 facsimilirten Handschriften. Leipzig 1863.
- Deutsche Schulfibel. Autor K. Koch. Leipzig 1863, als Herausgeber.
- Illustrirter Anzeiger über gefälschtes Papiergeld und unächte Münzen, ab Nummer 1 von 1865 bis Nummer 12 von 1876, Leipzig; als Herausgeber und Hauptautor.
- Ab Nummer 13 von 1877 erfolgte eine Umbenennung in Illustrirter Anzeiger für Contor und Bureau, Leipzig; als Herausgeber und Hauptautor bis Nummer 2 von 1884.
- Das Buch der Goldmünzen. Leipzig 1872.
- Das Geld aller Völker, Erster Theil Europa. Leipzig 1873.